# 福岡晶
福岡 晶（ふくおか ひかり、1971年2月23日 - ）は、日本の元女子プロレスラー。戸籍名は宮本 晶（みやもと ひかり、旧姓：福岡）。秋田県秋田市出身。
JWP女子プロレスに旗揚げから参加してJWP認定無差別級王座を獲得するなど同団体の主力選手として活躍。

## 経歴・戦歴
小学2年生から3年生ごろに男子プロレス（特に長州力）に興味を持ち、中学3年生の頃にクラッシュギャルズ時代のブームをきっかけに女子プロレスを目指そうと思うようになった。幼少期に好きであったのはジャンピング・ボム・エンジェルスであった。
中学卒業後に全日本女子プロレスへ入門したいと思っていたが、当時はオーディションを受ける方法が分からず、頓挫。高校時代は5歳の頃から始めていた器械体操でインターハイに出場。和洋高校1年か2年の頃に全女へ履歴書を送ったが、返事が来なかったため再び頓挫。1989年にジャパン女子プロレス入門。同年12月1日の東京・後楽園ホール大会において、対杉原由佳子戦でデビュー。優れた身体能力と高いルックスから、デビュー当初より将来のスター候補と目されていた。
1992年のジャパン女子解散後、JWP女子プロレスの旗揚げに参加。ちなみにジャパン女子の解散については4期生と新人であったことから、埼玉で開催された興業で先輩たちが発表するまで知らなかったという。解散に際して、これまで新人レスラーが暮らしていたジャパン女子の寮がなくなったため、福岡は生活のためにアパートとアルバイトを見つけた。JWPの掲げる「ピュアハート・ピュアレスリング」を最も体現した選手として、「ピュアハートの申し子」と呼ばれた。団体対抗戦ブームの中にあっては、JWPの主力選手の一人として活躍する。団体対抗戦が始まる頃のある日、JWPの興業を豊田真奈美、山田敏代、堀田祐美子などが観戦しており、彼女らが思い切りふんぞり返っていたことからJWPが見下されていると感じた。福岡はマイクアピールで「なめんなよ！」とでも言ってやろうかと思っていたが、いざマイクを持つと敬語になってしまった。一時は「脱ピュアハート宣言」をして、全日本女子プロレスで「修行」するなどファイトスタイルの変更を模索するも低迷。だが1995年、尾崎魔弓とのタッグで全女の「猛武闘賊」こと三田英津子・下田美馬組からJWP認定タッグ王座を奪還すると、以後はトップ戦線で活躍するようになる。1997年にはダイナマイト・関西からJWP認定無差別級王座を奪うなど、JWPのエースとして一時代を築いた。また、後輩のキャンディー奥津・矢樹広弓とユニット「ひーちゃん'S」を結成し、エンターテイメント性の高い試合も見せた。
1998年10月11日の対久住智子（日向あずみ）戦で首を痛めたこと、合わせて結婚が決まったことを機に引退を決意。1999年3月28日の後楽園ホール大会で、奥津の退団により解散した「ひーちゃん'S」を再結成して、引退試合を行った。引退後は故郷の秋田に戻って家族で飲食店を経営する傍ら、地元でのプロレス興行にも協力している。秋田のローカルヒーロー・超神ネイガーショーにも、プロレス技を得意とするヒロイン「ネイガー・マイ」として出演している。
2009年11月2日、同期のGAMIの20周年記念興行『GAMILIBRE5〜GAMI CHRONICLE〜』（プロレスリングWAVE）のメインイベントで一夜限りの現役復帰を果たした。

## 得意技
器械体操出身であることから、華麗な飛び技を得意としていた。
若手時代は全日本女子プロレスの豊田真奈美を目標としていたため、豊田の得意技の幾つかを自身の得意技にしていた。
ムーンサルト・フット・スタンプ
マット上に仰向けに寝かせた相手に対して、コーナー最上段から後方一回宙返りをして、両足で腹部に落下する技。ムーンサルトプレスへ更に90度余分に回転を加え、強烈なフットスタンプを決める。ダイナマイト・関西からJWP無差別級王座を奪ったと同時に、肋軟骨骨折の負傷をさせた非常に危険な大技である。ムーンサルトプレスと違って相手によけられてしまっても、リング上に着地することができ（悪くても尻餅をつく程度）、自らへのダメージは極端に少ない。
ライダーキック
コーナー最上段から前方一回宙返りをして、ミサイルキックを相手選手の後頭部に放つ技。仮面ライダーBLACK RXのRXキックに形が似ている。
ローリング・クレイドル
テリー・ファンクの得意技として知られる。豊田真奈美を意識していた若手時代に多用。
タイガードライバー

## タイトル歴
- JWP認定無差別級王座（第4代） - 連続防衛6度は2009年10月4日に春山香代子に破られるまで最多防衛記録。
- JWP認定タッグ王座（第5・7・9・11・13代）

## 入場テーマ曲
- 「OMENS OF LOVE」（THE SQUARE）
- 「BAD BOYS」（WHITESNAKE）

## 出版物
写真集
- DO IT!（1995年、ワニブックス）
- FLASHING（1996年、ワニブックス）
- DESNUDA（1997年、スコラ）
- Agelle（1998年、ビクターブックス）

映像
- HIKARI（1996年、竹書房）VHS
- ラブ・フォール Vol.3（1998年、スコラ）VHS
- La Fiesta（1998年、テイチクエンタテインメント）DVD

## 人物
- 大の蛇好きで、写真集『DESNUDA』で8メートルほどのニシキヘビと絡んだのも自身の発案によるもの。映画『アナコンダ』の宣伝で、フジテレビ系列「笑っていいとも!」にジョン・ヴォイトと共に出演した際も、ニシキヘビを体に巻いていた（写真集で共演したニシキヘビと同じ個体）[5]。